# Тимаген
Тимаген (греч. Τιμαγένης, лат. Timagenes) — александрийский ритор и историк родом из Александрии.

## Биография
В 55 году до н. э. принимал участие в восстании против царя Птолемея XII Авлета, был взят в плен Помпеем и привезён в Рим, попал в рабство к Фавсту Сулле, впоследствии жил в Риме учителем и написал много сочинений, большей частью исторического содержания (Quint. 10, 1, 75). Как вольноотпущенник Октавиана Августа основал школу риторики. Август, обиженный дерзкими речами Тимагена, запретил ему вход в свой дом, за что тот сжег историю правления Августа (Horat. ер. 1, 19, 15. Sen. ер. 91 de ira 3, 23). Азиний Поллион принял его тогда в свой дом. Тимаген умер в преклонном возрасте на вилле Азиния в Альбане. Сенека Старший («Контроверсии», X, 5, 22) писал о нём: «Человек злой на язык и чересчур свободный, — потому, я думаю, что долго был несвободным».
Тимаген написал ещё «Историю царей» или «царств» (Περὶ τῶν βασιλέων или βασιλείων), которою воспользовался Помпей Трог в своем сочинении Historiae Philippicae (некоторые исследователи считают, что Помпей Трог перевел на латинский сочинение Тимагена). Также к работам Тимагена обращались Страбон, Ливий, Аммиан Марцеллин, Аппиан, Квинт Курций Руф и др.
Из сочинений Тимагена сохранились только небольшие отрывки.